# گاوس الکترونیک
گاوس الکترونیک (کره‌ای: 가우스전자; لاتین‌نویسی اصلاح‌شده: Gauseujeonja) یک مجموعه تلویزیونی محصول کره جنوبی سال ۲۰۲۲ با بازی کواک دونگ یون، کو سونگ هی به هیون سونگ و کانگ مین آه است. این مجموعه بر پایهٔ وب‌تونی با همین نام از کواک بک سو است. این مجموعه از ۳۰ سپتامبر تا ۵ نوامبر ۲۰۲۲، روزهای جمعه و شنبه ساعت ۲۱ (کی‌اس‌تی) از ئی‌ان‌ای پخش شد.

## بازیگران

### اصلی
- کواک دونگ یون در نقش لی سانگ شیک[۵]
- کو سونگ هی در نقش چا نا ره[۵]
- به هیون سونگ در نقش بک ما تان[۵]
- کانگ مین آه در نقش گون کانگ می[۵]